# 米本卯吉
米本 卯吉（よねもと うきち、1887年（明治20年）6月20日 - 1974年（昭和49年）7月6日）は、学校法人日本体育会理事長、東京都競馬会長、コマ・スタジアム取締役。東京都江戸川区出身。自宅は東京都港区高輪。

## 来歴
静岡相互銀行代表取締役社長を経て、1929年の東京市会議員総選挙（京橋区）より無所属で出馬するも落選。1948年3月に財団法人日本体育会の理事長となる。1947年11月17日に東宝取締役に就任。1949年に東宝争議中の東宝代表取締役社長に就任。1950年に第2回参議院議員通常選挙に立候補する渡辺銕蔵に代わって同社の会長に就任。1955年4月16日に東宝芸能学校開校し校長に就任。そのため同年9月20日に取締役会長を退任。その後は学校名を変えた学校法人日本体育会の理事長に専念。1960年4月22日には手賀沼ディズニーランド計画のために全日本観光開発代表取締役社長に就任。
1974年7月6日午後10時21分、慢性賢孟賢炎のため、東京都板橋区加賀町の愛誠病院で死亡（享年87歳）。